# Arnaud Garnier
 (septembre 2012).
Si vous disposez d'ouvrages ou d'articles de référence ou si vous connaissez des sites web de qualité traitant du thème abordé ici, merci de compléter l'article en donnant les références utiles à sa vérifiabilité et en les liant à la section « Notes et références ».
Arnaud Garnier, plus connue sous le pseudonyme Séan Garnier, est un freestyler de football et vidéaste web français. Il est le premier champion du monde de freestyle après avoir remporté le titre en 2008 à Sao Paulo,. Il se marie en 2016 avec Souhila Garnier et a trois enfants Rayan Garnier né en avril 2017, Kiyan Garnier né en août 2018 et Liyam Garnier né en août 2022.

## Biographie
Né le 18 juin 1984 à Sens (Yonne), Arnaud Garnier, dit « Séan » Garnier, commence par le football et fréquente le centre de formation de l'AJ Auxerre, puis de l’ESTAC Troyes. Une grave blessure stoppant sa carrière, il se dirige vers le football freestyle. Il remporte le championnat du monde « Red Bull Style 2008 » à Sao Paulo (Brésil) en 2008. Il remporte les championnats de France de freestyle en 2009, 2010 et 2012[réf. nécessaire]. En 2016, il participe au documentaire d'anticipation Futur Football Club diffusé sur Canal+.

## Collectif S3
Depuis 2006, Arnaud (aka sean) est dans S3 qu'il a lui-même créé avec Andreas Cetkovic et Ice the Flow et ont fêté leur 10 ans dans un événement nommé « King of the street »

## Urbanball
« Urbanball » est la marque crée par Arnaud Garnier et dont il est ambassadeur.

## Tricks
Les tricks qu'il utilise le plus souvent sont le « air akka », « Le Séan flickup » créé par lui-même, ainsi que le « Tour du Monde, le ATW ».

## Distinctions
| Année | Récompenses  | Catégories | Nomination | Résultat   |
| ----- | ------------ | ---------- | ---------- | ---------- |
| 2022  | ForYouAwards | Sport      | Lui-même   | Nomination |